# 龐柔
龐柔（？年—？年），龐德堂兄，其字不詳，当庞德征讨关羽时人在汉中。
曹仁被蜀將關羽圍于樊城時諸將皆以龐德之兄龐柔在汉中，對龐德懷有猜疑。庞德被关羽掳获后，关羽也以庞德之兄在汉中为由，要求庞德投降。

## 三国演义
演义里同样被质疑，庞德回答：“德昔在故乡时，与兄同居，嫂甚不贤，德乘醉杀之；兄恨德入骨髓，誓不相见，恩已断矣。”

## 家庭
- 龐德，龐柔堂弟，字令明，東漢末年曹操部下將軍。